# 国際サーフィン連盟
国際サーフィン連盟（こくさいサーフィンれんめい、International Surfing Association）は、アマチュアサーフィンを統括するスポーツ組織。本部はアメリカ・カリフォルニア州サンディエゴにある。ISAはオリンピック競技を目指している団体である。

## 概要
ISAは1964年に第1回世界選手権を開催。1980年からはジュニア世界選手権が、2007年からはマスターズ世界選手権、2011年からはスタンドアップパドル・サーフィン世界選手権がそれぞれ開催されている。